# 鲁南制药
鲁南制药是中華人民共和國一家製藥企業，成立于1995年（一說1994年），前身是山東魯南製藥廠。旗下有鲁南厚普制药有限公司、鲁南贝特制药有限公司、山东新时代药业有限公司、鲁南新时代医药有限公司等七家子公司。2001年3月，鲁南制药与創始人赵志全的家族信託律師王建平及其妻在美國設立的公司昆仑美国签订《股权代持协议》，由其代持鲁南制药部分股份。2014年底，鲁南制药创始人赵志全去世。2017年，其女赵龙認為家族信托律师王建平拒絕將其父遗产转交给自己，於是將将包括王建平在內的五方人員告上了法庭，2021年7月20日，东加勒比最高法院判定赵龙胜诉。

## 外部連結
- 官方网站